# Уилкс, Морис Винсент
Сэр Морис Винсент Уи́лкс (англ. Maurice Vincent Wilkes; 26 июня 1913 года, Дадли, Великобритания — 29 ноября 2010 года, Кембридж, Великобритания) — британский учёный в области компьютерных наук.

## Биография
Учился с 1931 по 1934 год в Кембриджском университете, в 1936 получил титул доктора философии, написав диссертацию о распространении радиоволн в ионосфере. После этого работал и преподавал в родном университете. В 1945 году стал руководителем компьютерной лаборатории, и оставался на этом посту до 1980 года.
К заслугам Уилкса относится разработка EDSAC, первого компьютера с ПЗУ, которое хранило программный код, а также изобретение микрокода. Он же основал в 1957 году Британское компьютерное общество и был его первым президентом.

Я точно помню тот самый момент, когда я понял, что большая часть моей жизни теперь будет состоять в поиске ошибок в моих собственных программах.
Оригинальный текст (англ.)I can remember the exact instant when I realized that a large part of my life from then on was going to be spent in finding mistakes in my own programs
— Морис Уилкс, 1949 год
В 1947 году Уилкс женился на Нине Твайман. У них было трое детей: дочери Маргарет и Хелен и сын Энтони. Нина скончалась в 2008 году. Все дети пережили и отца, и мать.

## Награды, премии, другие отличия
- 1956 — избран членом Лондонского королевского общества[8]
- 1967 — Премия Тьюринга за разработку EDSAC и введение понятия программных библиотек
- 1968 — Мемориальная премия Гарри Гуда за вклад в развитие компьютерной техники
- 1976 — почётное членство в Королевской инженерной академии[9]
- 1980 — Премия Эккерта — Мокли и Премия Уоллеса Макдауэлла
- 1980 — избран иностранным членом Национальной академии наук США[10]
- 1981 — Медаль Фарадея
- 1982 — Премия Гарольда Пендера
- 1988 — C&C Prize
- 1992 — Премия Киото
- 1997 — Медаль Джона фон Неймана за вклад в развитие компьютерной техники [11]